# Hermonassa doiinthanon
Hermonassa doiinthanon är en fjärilsart som beskrevs av Mamoru Owada 1985. Hermonassa doiinthanon ingår i släktet Hermonassa och familjen nattflyn. Inga underarter finns listade i Catalogue of Life.